# Regiunea Mbeya
Mbeya este o regiune a Tanzaniei a cărei capitală este Mbeya. Are o populație de 2.346.000 locuitori și o suprafață de 60.000 km2.

## Subdiviziuni
Această regiune este divizată în 8 districte:
- Chunya
- Ileje
- Kyela
- Mbarali
- Mbeya Rural
- Mbeya Urban
- Mbozi
- Rungwe